# Vladímir Sàlnikov
Vladimir Salnikov (en rus: Владимир Сальников) (Sant Petersburg, Unió Soviètica 1960) és un nedador rus, ja retirat, que destacà a la dècada del 1980 i que guanyà quatre medalles olímpiques d'or. És considerat un dels millors nedadors de la història, especialment en els 1500 metres lliures.

## Biografia
Va néixer el 21 de maig de 1960 a la ciutat de Sant Petersburg, població que en aquells moments formava part de la Unió Soviètica i que avui en dia forma part de Rússia.

## Carrera esportiva
Va participar, als 16 anys, en els Jocs Olímpics d'Estiu de 1976 realitzats a Mont-real (Canadà), on finalitzà cinquè en els 1.500 metres lliures i fou eliminat en primera ronda en els 400 metres lliures. En els Jocs Olímpics d'Estiu de 1980 realitzats a Moscou (Unió Soviètica) es convertí en l'autèntic rei sobre les aigües, gràcies al boicot polític realitzat, en aconseguir tres medalles d'or en els 400 metres lliures (realitzant un rècord olímpic), en els 1.500 metres lliures (amb rècord del món, i convertint-se en el primer home a baixar dels 15 minuts en aquesta prova) i en els relleus 4x200 metres lliures. Amb l'absència de la Unió Soviètica en els Jocs Olímpics d'estiu de 1984 realitzats a Los Angeles (Estats Units) Salnikov retornà a la competició olímpica en els Jocs Olímpics d'Estiu de 1988 celebrats a Seül (Corea del Sud), on aconseguí guanyar una nova medalla d'or en la prova dels 1500 metres lliures.
Al llarg de la seva carrera ha guanyat 6 medalles en el Campionat del Món de natació, entre elles quatre medalles d'or; i 7 medalles en el Campionat d'Europa de natació, entre elles sis medalles d'or i, va guanyar 61 finals consecutives als 400, 800 i 1500 metres lliures.
L'any 1982 fou nomenat nedador de l'any per la revista Swimming World Magazine.